# Úřad pro zahraniční styky a informace

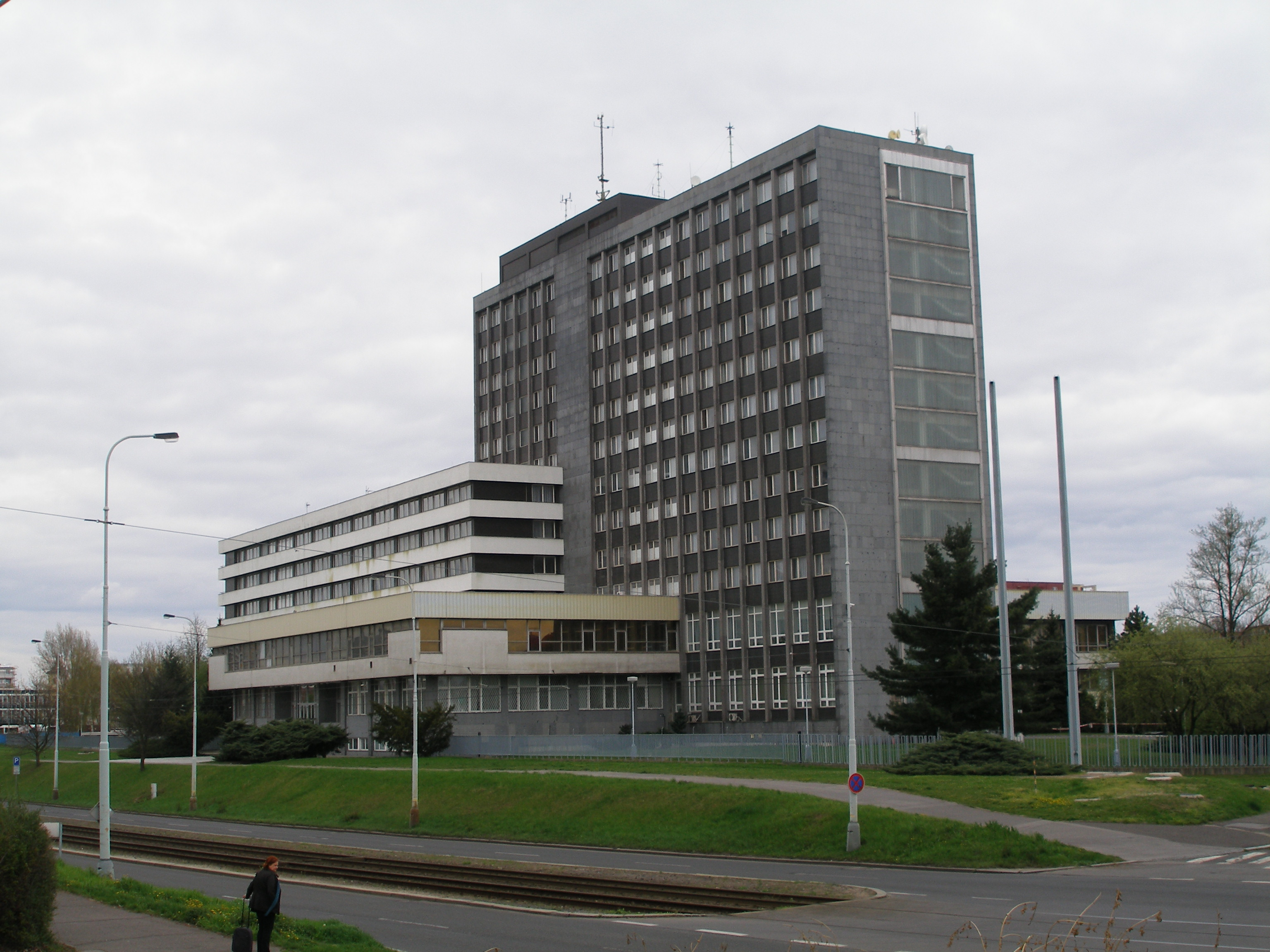
Sídlo Úřadu pro zahraniční styky a informace v Praze-Kobylisích

Úřad pro zahraniční styky a informace (ÚZSI) je česká ozbrojená zpravodajská služba s vnějším polem působnosti (rozvědka). Tento bezpečnostní sbor se zabývá sběrem, analýzou, ochranou a oprávněným využitím zpravodajsky významných informací. Tyto informace pocházejí z oblasti politické, ekonomické a bezpečnostní sféry mimo území České republiky, ÚZSI však pro tyto potřeby může působit i na českém území. Úřad pro zahraniční styky a informace vznikl 30. července 1994 na základě zákona č. 153/1994 Sb., o zpravodajských službách České republiky. Předchůdcem ÚZSI byl v letech 1993–1994 Úřad pro zahraniční styky a informace Ministerstva vnitra České republiky (ÚZSI MV ČR).
Za činnost ÚZSI odpovídá prostřednictvím ministra vnitra vláda České republiky. Oprávnění ukládat úkoly službě v mezích její působnosti náleží i prezidentu republiky s vědomím vlády. ÚZSI nespadá pod žádné ministerstvo, nicméně jeho rozpočet je součástí rozpočtové kapitoly Ministerstva vnitra.
Příslušníci ÚZSI jsou ve služebním poměru, který upravuje zákon č. 361/2003 Sb., o služebním poměru příslušníků bezpečnostních sborů. V čele Úřadu pro zahraniční styky a informace stojí ředitel, kterým je od roku 2022 Vladimír Posolda.

## Historie
Počátkem 90. let 20. století fungovala v demokratickém Československu federální rozvědka, Úřad pro zahraniční styky a informace Federálního Ministerstva vnitra. Vzhledem k rozdělení státu na konci roku 1992 zanikly i tyto instituce. Od 1. ledna 1993 se v České republice stal nástupnickou organizací Úřad pro zahraniční styky a informace Ministerstva vnitra České republiky. Na základě zákona č. 153/1994 Sb., o zpravodajských službách České republiky, vznikl k 30. červenci 1994 Úřad pro zahraniční styky a informace, jakožto samostatná zpravodajská služba, která již není součástí ministerstva.
Zdeněk Blahut, který byl od září 2014 do ledna 2018 náměstkem ÚZSI pro operativní činnost (druhou nejvýše postavenou osobou v rozvědce), byl v květnu 2021 obžalován z podvodu a zneužití pravomoci úřední osoby. Kvůli vysoké škodě mu hrozí až dvanáctiletý trest vězení, obvinění se týká nákupu šesti speciálních odposlouchávacích přístrojů Agáta s údajnou škodou nejméně 10 milionů korun. V srpnu 2021 vrátil Městský soud v Praze případ státnímu zastupitelství k došetření. V listopadu 2021 stížnost státního zástupce proti vráceni věci k došetření Vrchní soud v Praze zamítl. Ve středu 26. dubna 2023 jej pražský městský soud nepravomocně zprostil obžaloby z podvodu a zneužití pravomoci. Podle soudce Petra Blažka se neprokázalo jednání Zdeňka Blahuta s úmyslem někoho obohatit: „Zájem České republiky nesporně je chránit občany, ať už jde o jejich zdraví nebo životy“. Rozsudek není pravomocný, žalobce (státní zástupce) podal odvolání a případ bude řešit Vrchní soud v Praze: „Jednalo se pouze o krycí legendy, které měly (…) vzbudit zdání legality vynaložení částky 190 milionů korun z prostředků ÚZSI“. Podle dozorového pražského vrchního státního zástupce Marka Bodláka měl Zdeněk Blahut ze své pozice náměstka využít informací a důvěry ředitele rozvědky k získání 190 milionů korun z prostředků rozvědky. Podle soudu nešlo o trestný čin. Podle deníku Forum 24 by v pozadí měl být zájem pomstít se údajným autorům anonymního twitterového účtu Julia Šumana, zveřejňujících sérii nahrávek na jaře 2017, dokládajících závažná podezření, že Andrej Babiš „ovlivňoval vlastní média v konkurenčním boji proti ČSSD, manipuloval s policejními protokoly uniklými ze Šlachtova ÚOOZ a dostával neveřejné informace ze „zaklekávání“ finančních úřadů na nepohodlné firmy“.

## Popis
Zřizovatelem civilní rozvědky je vláda ČR, která je za její činnost, prostřednictvím ministra vnitra, odpovědná. ÚZSI není součástí Ministerstva vnitra ČR, přestože spadá pod jeho rozpočet a Ministerstvo vnitra pro ÚZSI zabezpečuje část logisticko-zabezpečovacích činností. Činnost ÚZSI služby je definována zákonem č. 153/1994 Sb. o zpravodajských službách České republiky, ve znění pozdějších předpisů a dále je vnitřně řízena pomocí směrnic. Služba nemá žádné zatýkací ani trestně-právní pravomoci. ÚZSI spolupracuje s cizími partnerskými zpravodajskými službami. Rozvědka může podle zákona pracovat i na území České republiky, pokud je to nutné.
Úřad pro zahraniční styky a informace sídlí v Praze-Kobylisích ve Střelničné ulici. Budova byla vystavěna v letech 1970–1978 jako sídlo centrály československé rozvědky v rámci Státní bezpečnosti.
Mottem ÚZSI je „Sine ira et studio“ z Tacitových Letopisů, které lze přeložit jako Bez hněvu a zaujatosti, Bez zášti a přízně či Bez předsudků a vášní.

### Vedení
V čele Úřadu pro zahraniční styky a informace stojí ředitel, který je odpovědný ministrovi vnitra. Ředitel je jmenován a odvoláván ministrem vnitra se souhlasem vlády České republiky.
Ředitelem ÚZSI je od 6. října 2022 Vladimír Posolda.

## Náplň činnosti
ÚZSI se aktivně podílí na hájení zahraničně-politických, hospodářských a bezpečnostních zájmů České republiky v zahraničí. Předmětem zájmu jsou informace zejména z vládních a klíčových míst, oblasti výroby, techniky a obchodu a dále dokumenty a předměty zvláštního významu. Používá sledování, agenturní síť a zpravodajskou techniku jako je odposlech telekomunikací SIGINT. Zákon o tajných službách neobsahuje úpravu nasazování zpravodajské techniky, jak v ČR, tak v zahraničí (na rozdíl od BIS, kde například nasazení odposlechů podléhá souhlasu předsedy senátu Vrchního soudu).
Podle informací z Ministerstva vnitra provozoval ÚZSI v 90. letech 20. století krátkovlnnou číselnou stanici (numbers station) s volací značkou OLX. Jednalo se o „vysílání do zahraničí“.

## Kontrola a dohled
Kontrolu činnosti Úřadu pro zahraniční styky a informace provádí vláda, poslanecká sněmovna a Orgán nezávislé kontroly zpravodajských služeb České republiky.
Za činnost a koordinaci všech českých zpravodajských služeb odpovídá vláda. Pro tento účel si svým usnesením zřídila sedmičlenný Výbor pro zpravodajskou činnost, který je stálým pracovním orgánem Bezpečnostní rady státu. Předsedou výboru je premiér, místopředsedou ministr vnitra, členy jsou ministr zahraničí, ministr obrany a ředitelé Bezpečnostní informační služby, Úřadu pro zahraniční styky a informace a Vojenského zpravodajství. V dané oblasti je výbor též místem operativní meziresortní koordinace kontaktů a případné spolupráce se státními orgány.
Pro dohled nad ÚZSI si Poslanecká sněmovna dle zákona č. 153/1994 Sb. vytváří od roku 2018 zvláštní kontrolní orgán, kterým je Stálá komise pro kontrolu činnosti Úřadu pro zahraniční styky a informace, jež má nejméně sedm členů, poslanců Parlamentu ČR.
Pětičlenný Orgán nezávislé kontroly zpravodajských služeb České republiky provádí na základě podnětu sněmovní Stálé komise pro kontrolu činnosti ÚZSI kontrolu zákonnosti činnosti služby na území České republiky, včetně kontroly dodržování základních práv a svobod.

## Služební medaile

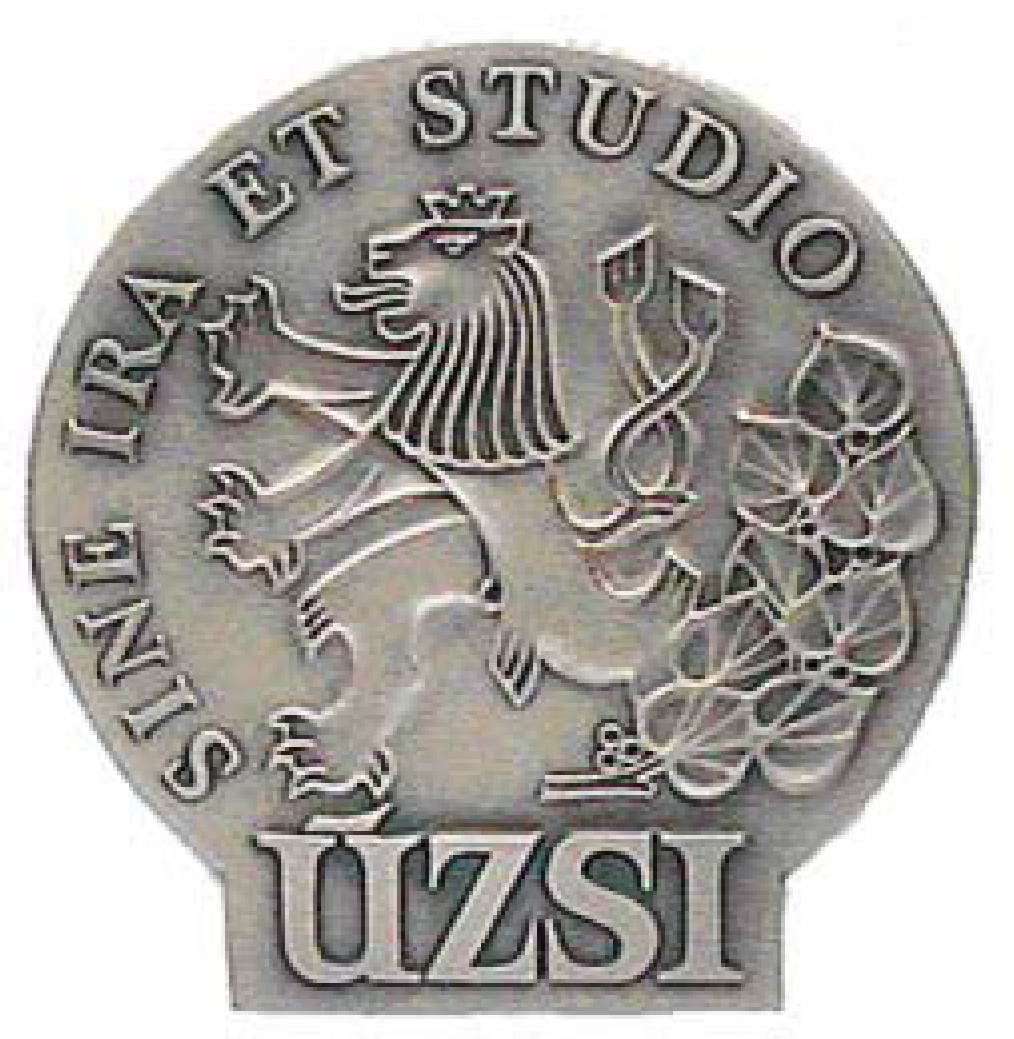
Univerzální medaile ÚZSI

Podle vyhlášky Ministerstva vnitra č. 433/2004 Sb. uděluje Úřad pro zahraniční styky a informace svým příslušníkům tři služební medaile, a to medaili Za statečnost, medaili Za zásluhy o bezpečnost a medaili Za věrnost I., II. nebo III. stupně. Všechny medaile jsou tvořeny stejným vzorem a liší se pouze vyrytým nápisem na rubové straně („Za statečnost“, „Za zásluhy o bezpečnost“, „Za věrnost“ I., II. nebo III. stupně).